# Melhania engleriana
Melhania engleriana är en malvaväxtart som beskrevs av Karl Moritz Schumann. Melhania engleriana ingår i släktet Melhania och familjen malvaväxter. Inga underarter finns listade i Catalogue of Life.